# 愛のたくらみ
『愛のたくらみ』（あい-）は、TBS系列「ドラマ30」枠にて1993年11月29日〜1994年1月28日に放送された昼ドラマである。中部日本放送（CBC）制作。全40話。

## キャスト
- 范文雀
- 丸茂太郎
- 高木均
- 石丸謙二郎
- 日向明子
- 金田明夫
- 原田優一
- 寺田千穂

## スタッフ
- 制作 - 中部日本放送、テレビマンユニオン
- 脚本 - 綾部伴子、友澤晃一[1]
- プロデューサー - 山本恵三[1]
- 演出 - 九鬼通夫、田中大輔[1]
- 出典 : [1]

## 主題歌
- 佐藤隆「帰るとこあるの？」（作詞・作曲・編曲：佐藤隆）[2]